# Plínio Salgado
Plínio Salgado (São Bento do Sapucaí, 22 de enero de 1895 - São Paulo, 8 de diciembre de 1975) fue un político brasileño. Es reconocido por ser el fundador de la Acción Integralista Brasileña, siendo jefe de ese movimiento nacional. Fue diputado estatal (1928-1930) y diputado federal (1958-1962) por el PRP, y por la ARENA después de 1964. 
El Integralismo de Plínio Salgado se configuró como el mayor movimiento nacionalista en la historia del Brasil. Formó parte del Modernismo, en su aspecto nacionalista y fue miembro de la Academia Paulista de Letras. También fundó y dirigió varios periódicos.

## Biografía

### Primeros años
Nace en el pueblo de São Bento do Sapucaí. Sus padres fueron Francisco das Chagas Salgado, un líder político local, y Ana Francisca Rennó Cortez, una maestra. Sus intereses principales eran la geometría, la matemática, la filosofía y la psicología. En 1916, inicia su carrera como periodista, fundando y dirigiendo el semanario Correio de São Bento.
En 1918, empieza su carrera como político fundando el Partido Municipalista, reuniendo a líderes municipales de la región Valle del Paraíba y defendiendo la utonomía municipal.
Ese mismo año, Salgado se casa con María Amélia Pereir. El 6 de julio de 1919 nació su única hija María Amélia Salgado, pero quince días después de dar a luz, María Amélia murió. Esto hace que Plínio rechace el estudio de los filósofos materialistas y encuentre consuelo en la teología católica. Por lo que empieza a estudiar obras de pensadores católicos brasileños, como Raimundo de Farias Brito y Jackson Figueiredo.

### El Integralismo
El centro del pensamiento social y político de Plínio Salgado, está en lo que se denominó como Hombre Integral. Se le liga con la Doctrina del Integralismo Brasileño.
Salgado adoptó cierta simbología fascista en el saludo, en el cual gritaban "Anaue", que traducido significa: "¡Tú eres mi hermano!". Se cree proveniente de una expresión de las lenguas tupí. Aunque Salgado rechazaba el racismo, la organización se volvió paramilitar, adoptando distintos rangos en su grupo y ciertas demostraciones en las calles, como a su vez una retórica violenta promovida principalmente por la embajada Italiana. Aunque Salgado no se consideraba antisemita, muchos de sus miembros, así como el mismo partido integralista, se dividieron acerca de este tema. 
Los principales promotores del movimiento eran de las clases bajas y medias como a su vez existía un amplio espectro de apoyo por parte de emigrantes italianos.

## Obras

### Producción literaria
- Tabor (poesías), 1919.
- A Anta e o curupira (poesía), 1926.
- O estrangeiro (romance), 1926.
- Discurso às estrelas (crônicas), 1926.
- Literatura e politica (ensaio), 1927.
- O curupira e o carao (colaboração com Cassiano Ricardo e Menotti del Picchia).
- Literatura Gaúcha (ensaio), 1928.
- O esperado (romance), 1931.
- Oriente (viagem), 1932.
- O Cavaleiro de Itararé (romance), 1933.
- A voz do oeste (ensaio), 1933.
- Vida de Jesus (relato), 1942.
- O rei dos reis (ensaio), 1945.
- A aliança do sim e do não (romance), sem data.
- Minha segunda prisão e meu exílio (diário).
- Reconstrução do homem (ensaio), 1983.

### Obras completas
- Vida de Jesús
- O esperado
- O cavaleiro de Itararé